# Жантурин, Арыстан
Арыстан Жантурин (в источниках XIX в. Арслан Джантюрин; ум. 1855) — казахский султан Младшего жуза.
Арыстан Жантурин оказывал содействие колониальной политике России на территории современного Казахстана. С 1841 по 1855 годы правил Центральным регионом бывшего Младшего жуза. В 1841 году осуществлял надзор за отправленным в ссылку акыном Махамбетом Утемисовым, активным участником национально-освободительного восстания Исатая Тайманова.
В июне 1855 года оренбургский генерал-губернатор дал задание Жантурину найти и пленить Есета Котибарова. Карательный отряд, направленный оренбургскими властями, жестоко расправился с мирным населением казахских аулов. Прознав об этом, Есет собрал отряд из 1,5 тыс. шектинцев и окружил отряд Жантурина. Казахам в составе отряда была дана возможность бежать и они тут же этим воспользовались. Нелюбимый простым народом султан остался вместе с казачьим отрядом из 80 человек. Из-за отдалённости от лагеря казахов, казаки не смогли помочь Жантурину и тот был зарублен Есетом и несколькими его соратниками.